# أكرم الشاعر
أكرم الشاعر من مواليد 31 اغسطس 1955. عضو إخواني في مجلس الشعب المصري (2000 و2005 و2012) عن دائرة بورسعيد. أصيب ابنه أثناء ثورة 25 يناير ويُعالج في ألمانيا.